# Estelas

Berlenga Grande i Wyspy Estelas

Wyspy Estelas (port. Ilhas Estelas) – grupa malutkich skalistych wysepek na Oceanie Atlantyckim w archipelagu Berlengas, na północny zachód od głównej wyspy archipelagu Berlenga Grande. Administracyjnie należą do Portugalii. Wyspy nie są zamieszkane.
Największe wysepki to:
- Ilha Estela
- Ilha Edralão
- Meda do Sul
- Meda do Norte